# Sejo av Joseon
Sejo av Joseon, född 1417, död 1468, var en koreansk monark. Han var kung av Korea mellan 1455 och 1468.